# Vuelta a España 1961
La 16.ª edición de la Vuelta a España se disputó del 26 de abril al 11 de mayo de 1961, con un recorrido de 2823 dividido en 16 etapas, una de ellas doble, con inicio en San Sebastián y final en Bilbao.
Tomaron la salida 90 corredores, 41 de ellos españoles, repartidos en 10 equipos, logrando finalizar la prueba tan solo 47 ciclistas
El vencedor, Angelino Soler, cubrió la prueba a una velocidad media de 36,377 km/h y se convirtió, con 21 años, en el ciclista más joven hasta ese momento en conseguirlo
Antonio Suárez, se hizo con la clasificación por puntos y Antonio Karmany se adjudicó la de la montaña. 
De las etapas disputadas, nueve fueron ganadas por ciclistas españoles.

## Etapas
| Etapa | Recorrido              | Km         | Ganador de la etapa | Líder de la clasificación general |
| 1.ª a | San Sebastián          | 10,5 (CRE) | Faema               | Eusebio Vélez                     |
| 1.ª b | San Sebastián-Pamplona | 91         | Marcel Rohrbach     | Eusebio Vélez                     |
| 2.ª   | Pamplona               | 174        | François Mahé       | Eusebio Vélez                     |
| 3.ª   | Pamplona-Huesca        | 174        | Vicente Iturat      | François Mahé                     |
| 4.ª   | Binéfar-Barcelona      | 199        | Marcel Seynaeve     | José Luis Talamillo               |
| 5.ª   | Barcelona-Tortosa      | 185        | Jesús Galdeano      | José Luis Talamillo               |
| 6.ª   | Tortosa-Valencia       | 188        | Angelino Soler      | Marcel Seynaeve                   |
| 7.ª   | Valencia-Benidorm      | 141        | René Van Meenen     | Marcel Seynaeve                   |
| 8.ª   | Benidorm-Albacete      | 211        | José Pérez-Francés  | Marcel Seynaeve                   |
| 9.ª   | Albacete-Madrid        | 198        | Alves Barbosa       | Marcel Seynaeve                   |
| 10.ª  | Madrid                 | 195        | Luis Otaño          | Marcel Seynaeve                   |
| 11.ª  | Madrid-Valladolid      | 189        | Arthur De Cabooter  | André Messelis                    |
| 12.ª  | Valladolid-Palencia    | 48 (CRI)   | Antonio Suárez      | André Messelis                    |
| 13.ª  | Palencia-Santander     | 220        | Francisco Moreno    | André Messelis                    |
| 14.ª  | Santander-Vitoria      | 235        | François Mahé       | André Messelis                    |
| 15.ª  | Vitoria-Bilbao         | 179        | Antonio Karmany     | Angelino Soler                    |
| 16.ª  | Bilbao                 | 159        | Gabriel Company     | Angelino Soler                    |

## Equipos participantes
| Equipo                   | Jefe de filas    |
| Groene Leeuw             | Franz De Mulder  |
| Francia - Afcas          | François Mahé    |
| Portugal                 | Alves Barbosa    |
| Países Bajos             | Piet Damen       |
| Philco - Magni - Torbado | Alfredo Sabbadin |

| Equipo           | Jefe de filas      |
| Licor 43         | Miguel Pacheco     |
| Kas-Royal Asport | Antonio Karmany    |
| Ferrys           | José Pérez-Francés |
| Faema            | Jesús Galdeano     |
| Catigene         | Vicente Iturat     |

## Clasificaciones
En esta edición de la Vuelta a España se diputaron cinco clasificaciones que dieron los siguientes resultados:
| \| 1. \| Angelino Soler \| España \| FAE \| 77h 36' 17s \| \| \| 2. \| François Mahé \| Francia \| FRA \| a 51s \| \| \| 3. \| José Pérez-Francés \| España \| FER \| a 2' 23s \| \| \| 4. \| Antonio Suárez \| España \| FAE \| a 2' 47s \| \| \| 5. \| Antonio Gómez del Moral \| España \| FAE \| a 3' 13s \| \| \| 6. \| Vicente Iturat \| España \| CAT \| a 5' 29s \| \| \| 7. \| Fernando Manzaneque \| España \| L43 \| a 5' 47s \| \| \| 8. \| Antonio Karmany \| España \| KAS \| a 6' 07s \| \| \| 9. \| Carmelo Morales \| España \| L43 \| a 7' 39s \| \| \| 10. \| Jesús Loroño \| España \| FER \| a 7' 47s \| \| |                         |         |     |             |  |
| 1. | Angelino Soler          | España  | FAE | 77h 36' 17s |  |
| 2. | François Mahé           | Francia | FRA | a 51s       |  |
| 3. | José Pérez-Francés      | España  | FER | a 2' 23s    |  |
| 4. | Antonio Suárez          | España  | FAE | a 2' 47s    |  |
| 5. | Antonio Gómez del Moral | España  | FAE | a 3' 13s    |  |
| 6. | Vicente Iturat          | España  | CAT | a 5' 29s    |  |
| 7. | Fernando Manzaneque     | España  | L43 | a 5' 47s    |  |
| 8. | Antonio Karmany         | España  | KAS | a 6' 07s    |  |
| 9. | Carmelo Morales         | España  | L43 | a 7' 39s    |  |
| 10. | Jesús Loroño            | España  | FER | a 7' 47s    |  |

| \| 1. \| Antonio Suárez \| España \| FAE \| 194 puntos \| \| 2. \| Vicente Iturat \| España \| CAT \| 199 puntos \| \| 3. \| José Pérez-Francés \| España \| FER \| 201 puntos \| |                    |        |     |            |
| 1. | Antonio Suárez     | España | FAE | 194 puntos |
| 2. | Vicente Iturat     | España | CAT | 199 puntos |
| 3. | José Pérez-Francés | España | FER | 201 puntos |

| \| 1. \| Antonio Karmany \| España \| KAS \| 52 puntos \| \| 2. \| Julio Jiménez \| España \| CAR \| 45 puntos \| \| 3. \| José Pérez-Francés \| España \| FER \| 29 puntos \| |                    |        |     |           |
| 1. | Antonio Karmany    | España | KAS | 52 puntos |
| 2. | Julio Jiménez      | España | CAR | 45 puntos |
| 3. | José Pérez-Francés | España | FER | 29 puntos |

| \| 1. \| Vicente Iturat \| España \| \| 20 puntos \| |                |        |  |           |
| 1.                                                   | Vicente Iturat | España |  | 20 puntos |

| \| 1. \| Faema \| España \| FAE \| 231h 49' 18s \| |       |        |     |              |
| 1.                                                 | Faema | España | FAE | 231h 49' 18s |